# 約翰·卡馬克
约翰·D·卡马克二世（英語：John D. Carmack II，1970年8月20日—），是美國的電玩遊戲程式設計師、id Software的创始人之一。

## 童年
卡马克成长于美国堪萨斯城中心区的一个家庭，早年就对电脑产生了浓厚的兴趣。他后来从肖尼东高中毕业，随后考入了密苏里大学堪萨斯分校。但是在两个学期之后，他从学校退学了，成为了一名自由程序员。

## 游戏编程
位于路易斯安那州什里夫波特的磁片公司（Softdisk）不久后聘请了卡马克，和他一起工作的还有未来一同创立id Software的约翰·罗梅洛（John Romero）和阿德里安·卡马克（Adrian Carmack）（他和约翰卡马克没有亲戚关系）。在软盘公司的日子里面，他们一同开发了第一个游戏《指挥官基恩》（Commander Keen），并且由Apogee Software在1991年发行了作为共享软件销售的后续版本。之后不久，卡马克离开了該公司，创立了id Software。
卡马克最让人咋舌的冒险就是涉足了第一人称射击游戏领域。他的编程能力毫无保留的体现了出来，随后的《德軍總部3D》（Wolfenstein 3D）、《毁灭战士》（Doom）和《雷神之锤》（Quake）就是最好的佐证。这些游戏和它们的后续版本都取得了巨大的成功。
卡马克喜欢在电脑图像领域尝试新的技术，比如他在Doom上第一次使用了二叉树分割技术，表面缓存技术则在Quake中第一次出现。还有就是后来在Doom3里面使用的“卡马克反转”（即shadow volume的z-fail方法。事实上并不是卡马克首先创新了这个技术，他在后来独立研究出来。）。
卡马克创造的游戏引擎被用来制作其他的第一人称射击游戏，比如《半衰期》（Half-life）和《荣誉勋章》（Medal of Honor）。
在2007年蘋果公司全球軟體開發者年會上，卡马克宣布了id Tech 5，它实际上消除了过去对美工和设计人员的纹理内存限制，允许在像素级别上对整个游戏世界实现独特的定制设计，并提供了几乎无限的视觉真实性。"该技术可以允许"广袤的户外场景，而室内场景则具有前所未见的艺术细节。
2013年的Quakecon，卡马克表示对函数式编程很有兴趣。他在Twitter上表示了“已经学习Haskell一年”，“学习SICP和尝试使用Scheme中”，并且表示正在用Haskell重写德军总部。与此同时，卡马克建议其他游戏开发者尝试函数式编程。2013年8月7日，卡马克以首席技术官（CTO）身份加入Oculus VR公司，并在同年11月22日正式从id Software辞职以全职供职于Oculus VR。卡馬克辭職的原因是id的母公司ZeniMax Media不贊成id在Oculus Rift這個平台上开发遊戲。2019年11月，卡马克宣布从Oculus的首席技术官离任，转为担任“顾问首席技术官”，以分出更多的时间在通用人工智能领域的工作。2022年12月，卡马克宣布离开Oculus，专注于自己在2019年成立的人工智能公司Keen Technologies的工作。

## 自由软件
卡马克是一个众人皆知的开源软件的倡导者，他也再三强调反对“软件专利”，但是他一直处于势单力孤的状态。
卡马克在1995年放出了《德军总部3D》的源代码，之后的1997年又放出了《毁灭战士》的代码。1996年时候，他放出了《雷神之锤》的源代码，Quake社群中的一名不太出名的程序员将其改写成了Linux版本，并且将修改后的游戏发给了卡马克。卡马克没有认为这是侵权行为然后付诸法律，而是要求id Software的员工们用这个补丁作为《雷神之锤》Linux版本的基础。id Software後来也同样公布了《雷神之锤II》的代码，《雷神之锤III》的代码也于2005年8月19日公布，这些代码的公布全遵循了GPL准则。《毁灭战士》的代码也使用GPL准则在1999年重新公布。
卡马克在慈善事业方面的贡献以及对游戏社群的关心也同样出名。一个以卡马克名字命名的基金用来资助他的母校（高中）、开源软件的倡导者、游戏专利的反对者和热心的玩家。1997年，他把他的一辆法拉利跑车作为奖品，送给了一次雷神之锤比赛“赤色全歼（Red Annihilation）”的胜利者——方镛钦（Dennis Fong）。

## 其他活动
卡马克不仅仅是一个3D图像领域的程序员，他还爱好火箭发射器，並成立了名為犰狳宇航（Armadillo Aerospace）的私人研發團隊。卡馬克在達拉斯QuakeCon 2013發表主題演講後不久，他本人在台下向Arstechnica的記者證實，這麼多年來他不務正業的日子業已結束，他親手創建的犰狳航宇只剩一口氣了。
1996年QuakeCon举办的时候，卡马克在他的办公室遇见了凯瑟琳·安娜·康（Katherine Anna Kang）。他们在2000年1月结婚直至2021年離婚，他们的儿子克里斯托弗·赖安（Christopher Ryan）于2004年8月13日诞生。
卡马克自己有一个網誌（以前叫.plan），他会不时在上面留言。

## 外界评价
1999年，卡马克登上了美国时代杂志评选出来的科技领域50大影响力人物榜单，并且名列第10位。
2001年4月22日，卡马克成为第四位进入互动艺术和科学学院名人堂的人物，以表彰他在电子游戏和电视游戏领域所作出的杰出贡献。第一个拥有这个荣誉的人是任天堂公司的日本人宫本茂（Shigeru Miyamoto）。

## 扩展阅读
- 大卫·库什内（David Kushner）所著的Master of Doom: How Two Guys Created an Empire and Transformed Pop Culture

纽约，Random House出版（2003年）。ISBN 0375505245
- 此条目中文页面也参考了此书的中文版本《Doom启世录》，由电子工业出版社出版（2004年）。

孙振南翻译，ISBN 7-5053-9681-1

〈此栏目链接到的网页可能有非中文内容〉